# Lee Aaker
Lee William Aaker (Los Ángeles, 25 de septiembre de 1943-Mesa, Arizona, 1 de abril de 2021) fue un actor infantil estadounidense famoso por su trabajo en la serie de televisión Las aventuras de Rin tin tin.

## Biografía
En la televisión trabajó como un pequeño niño, apareciendo a la edad de ocho años en películas tales como The Greatest Show on Earth (1952) y High Noon (1952). Rápidamente adquirió el estatus de estrella hacia fines de ese año. 
Demostró talento como el secuestrado por "Red Chief" en un segmento de la película O. Henry's Full House (1952) y como otra víctima de secuestro como el hijo del científico Gene Barry en The Atomic City (1952).
En 1953 es coestrella en el clásico del wéstern de John Wayne: Hondo como el curioso hijo rubio de Geraldine Page. 
También apareció en otros tipos de películas como el thriller Jeopardy (1953) con Barbara Stanwyck, en el drama Arena (1953) con Gig Young y en las comedias Mister Scoutmaster (1953) con Clifton Webb y Ricochet Romance (1954) con Marjorie Main.
En 1953-54, Aaker estuvo entre los niños actores que pasaron la audición para el papel de "Jeff Miller" de la Original serie de 1954 Lassie, la cual luego saldría como Jeff's Collie. Dicho papel lo obtuvo Tommy Rettig. Dos semanas después Aaker obtuvo el papel de "Rusty" en Las aventuras of Rin tin tin, coestelarizadas con James Brown (1920-1992) como el Teniente Ripley "Rip" Masters. Aaker y Rettig fueron amigos, y ambas series fueron muy populares.
Más tarde, imposibilitado de encontrar trabajo como actor adulto, Aaker se involucró como productor, luego trabajó como carpintero y participó en las fuerzas aéreas.
Aaker Lee residió en Mammoth Lakes, California por muchos años y además fue instructor de esquí para personas especiales.
Falleció en la pobreza en Mesa, Arizona, el 1 de abril de 2021, a los 77 años, debido a un accidente cerebrovascular.

## Trayectoria

### Cine
| Año  | Título                       | Rol                                                  |
| ---- | ---------------------------- | ---------------------------------------------------- |
| 1951 | Benjy                        | Benjy                                                |
| 1952 | The Greatest Show on Earth   | Un niño (no presente en los créditos)                |
| 1952 | Something to Live For        | Un niño (no presente en los créditos)                |
| 1952 | My Son John                  | Un niño (no presente en los créditos)                |
| 1952 | The Atomic City              | Tommy Addison                                        |
| 1952 | No Room for the Groom        | Donovan                                              |
| 1952 | O. Henry's Full House        | J. B. Dorset aka Red Chief (The Ransom of Red Chief) |
| 1952 | Desperate Search             | Don Heldon                                           |
| 1952 | Hans Christen Andersen       | Un niño (no presente en los créditos)                |
| 1953 | Jeopardy                     | Bobby Stilwin                                        |
| 1953 | Take Me to Town              | Corney Hall                                          |
| 1953 | Arena                        | Teddy Hutchins                                       |
| 1953 | Mister Scoutmaster           | Arthur                                               |
| 1953 | A Lion Is in the Streets     | Johnny Briscoe                                       |
| 1953 | Hondo                        | Johnny Lowe                                          |
| 1954 | Ride Clear of Diablo         | Un niño (no presente en los créditos)                |
| 1954 | The Raid                     | amigo de Larry (no presente en los créditos)         |
| 1954 | Her Twelve Men               | Michael Elliot (no presente en los créditos)         |
| 1954 | Ricochet Romance             | Timmy Williams                                       |
| 1954 | Destry                       | Eli Skinner                                          |
| 1954 | Black Tuesday                | Un niño                                              |
| 1955 | Spin and Marty: The Movie    | Russell the Muscle                                   |
| 1956 | Bigger Than Life             | Joe (no presente en los créditos)                    |
| 1957 | The Challenge of Rin Tin Tin | Rusty                                                |
| 1963 | Bye Bye Birdie               | líder estudiantil (no presente en los créditos)      |

### Televisión
| Año          | Título                                                   | Rol                                             |
| ------------ | -------------------------------------------------------- | ----------------------------------------------- |
| 1952         | Your Jeweler's Showcase                                  | (un solo episodio)                              |
| 1953         | Fireside Theatre                                         | (un solo episodio) Sandy                        |
| 1953 a 1954  | The Ford Television Theatre                              | (dos episodios) Joey                            |
| 1954         | Schlitz Playhouse of Stars                               | (un solo episodio)                              |
| 1954         | General Electric Theater                                 | (un solo episodio) Tim Kelly                    |
| 1955         | The Adventures of Spin and Marty en Walt Disney Presents | Russell                                         |
| 1955         | The Lone Ranger                                          | (un solo episodio) Tommy Righter                |
| 1953 a 1955  | Letter to Loretta                                        | (dos episodios) Jimmy Preston; Myron Carrington |
| 1955         | Screen Directors Playhouse                               | (un solo episodio) Cowhide                      |
| 1957         | Tales of the 77th Bengal Lancers                         | (un solo episodio)                              |
| 1959         | The Millionaire                                          | (un solo episodio) Tommy Spencer                |
| 1954 a 1959  | Las aventuras de Rin tin tin                             | Rusty                                           |
| 1959         | Rescue 8                                                 | (un solo episodio) Billy                        |
| 1959 to 1962 | Disneyland                                               | (cuatro episodios) Willy; Chuck Taylor          |
| 1963         | The Lucy Show                                            | (un episodio)                                   |